# José Ramos (judoka)
José Alfredo Ramos Dávila (ur. 9 listopada 1994) – gwatemalski judoka. Olimpijczyk z Rio de Janeiro 2016, gdzie zajął 33. miejsce w wadze ekstralekkiej.
Uczestnik mistrzostw świata w 2015 i 2019, a także Pucharu Świata w latach 2012–2017 i 2019. Piąty na mistrzostwach panamerykańskich w 2014 roku.

## Letnie Igrzyska Olimpijskie 2016
| Konkurencja | Eliminacje                      | Klas. końcowa |
| Konkurencja | Przeciwnik I                    | Miejsce       |
| ----------- | ------------------------------- | ------------- |
| 60 kg       | Cend-Ocziryn Cogtbaatar (MGL) P | 33.           |